# 溴化镨
溴化镨是一种无机化合物，化学式为PrBr3。

## 制备
溴化镨可由氧化镨在碳的存在下和四溴化碳反应得到。

## 性质

### 外观
溴化镨在室温下是绿色固体。

### 物理性质
溴化镨的分子量为380.62 g/mol，密度为5.28 g/cm3。溴化镨具有潮解性。

### 化学性质
溴化镨、氧化镨和三氧化钼在高温反应，可以得到PrBrMoO4。
它和镨、氯化镨、碳在钽制容器中高温加热，可以得到Pr6C2Cl5Br5晶体。